# Ulica Kujawska w Bydgoszczy

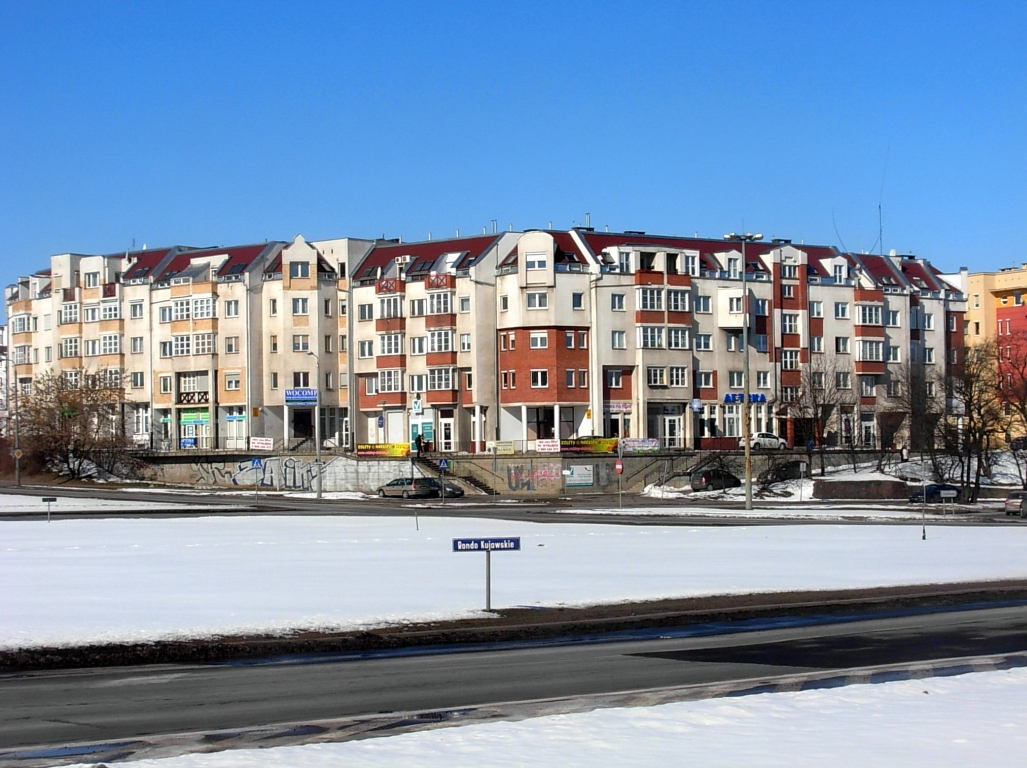
Rondo Kujawskie

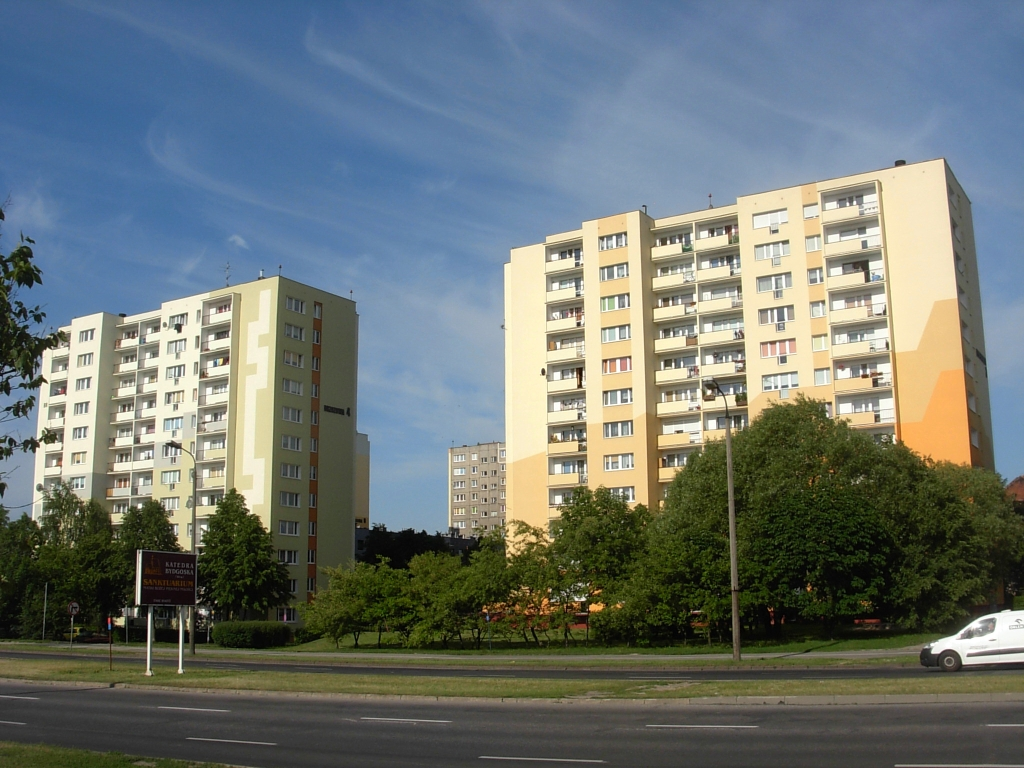
Dwujezdniowy odcinek na tle zabudowy Szwederowa Południe

Ulica Kujawska – ważna pod względem komunikacyjnym ulica w Bydgoszczy. Łączy centrum miasta z osiedlami mieszkaniowymi położonymi na Górnym Tarasie miasta oraz jest (razem z al. Jana Pawła II) drogą wylotową w kierunku Inowrocławia. W dwudziestoleciu międzywojennym była piątą pod względem długości ulicą w Bydgoszczy, licząc łącznie 2,90 km.

## Położenie
Ulica rozciąga się na kierunku południe-północ, od Ronda Bernardyńskiego do skrzyżowania z al. Jana Pawła II. Jej długość wynosi ok. 1,6 km. Na całej długości ulicy biegnie droga krajowa nr 25. Ulica stanowi jedną z głównych arterii komunikacyjnych Bydgoszczy łącząc Stare Miasto i Śródmieście z południowymi osiedlami miasta położonymi na tzw. Górnym Tarasie. W kierunku południowym przebiega na granicy następujących jednostek urbanistycznych: Szwederowo, Wzgórze Wolności oraz Bielice.

## Historia
Ulica Kujawska stanowi stary trakt komunikacyjny łączący Bydgoszcz z osadami położonymi na Kujawach, na południe od Puszczy Bydgoskiej. Jeszcze przed lokacją miasta przemieszczano się tędy od bydgoskiego zespołu grodowego w kierunku Inowrocławia. Lokalizacja traktu w tym miejscu zdeterminowana była istnieniem wąwozu w zboczu bydgoskiej pradoliny, umożliwiającego pokonanie różnicy wysokości 25 m między dnem doliny Brdy (45 m n.p.m.), a równiną wyższego tarasu pradoliny (70 m n.p.m.) rozciągającego się w kierunku Puszczy Bydgoskiej. Przy trakcie tym, blisko Brdy i grodu bydgoskiego w XIII w. wybudowano pierwszą bydgoską świątynię pw. św. Idziego (prawdopodobnie ufundowaną przez księcia kujawskiego Kazimierza i utrzymywaną przez miejscowego kasztelana).
Przebieg drogi, pokrywający się z obecną ulicą widoczny jest na najstarszym planie Bydgoszczy, sporządzonym przez szwedzkiego kwatermistrza Erika Dahlbergha w 1657 r. Trakt prowadził do Bramy Kujawskiej, na teren miasta lokacyjnego Bydgoszczy, gdzie z kolei można było mostem przekroczyć Brdę i podążać na północ w kierunku Gdańska.
W XVII-XVIII w. droga łączyła z miastem folwarki i wsie położone na południe od miasta: Rupienicę (gdzie przekraczano potok Niziny), Glinki i poprzez Puszczę Bydgoską wiodła do Przyłęk, skąd prowadziła w kierunku Jeziora Jezuickiego. Taki stan rzeczy przedstawia mapa okolic Bydgoszczy z 1796-1802 r. (mapa Schroettera, po raz pierwszy wykonana na podstawie pomiarów geodezyjnych). Natomiast plan okolic Bydgoszczy z 1857 r. przedstawia wzdłuż drogi ciąg zabudowań o charakterze podmiejskim
Początkowo tylko północna część ulicy w dzisiejszym przebiegu pozostawała w granicach administracyjnych miasta Bydgoszczy. Fragment ulicy na Przedmieściu Kujawskim należał do miasta już w 1800 r., zaś od 1867 r. fragment na terenie tzw. Bielic do potoku Niziny. W 1920 r. po przejściu Bydgoszczy w granice odrodzonego państwa polskiego, w granice Bydgoszczy włączono kilkanaście okolicznych gmin podmiejskich, m.in. Szwederowo, Bielice Nowe, Rupienicę. W ten sposób ulica Kujawska na całej długości, aż do dzisiejszych granic miasta znalazła się w granicach administracyjnych Bydgoszczy.
W latach 1870–1872 po wybudowaniu ul. Bernardyńskiej, która przez most żelazny na Brdzie połączyła ul. Kujawską ze Śródmieściem Bydgoszczy, ulica nabrała jeszcze większego znaczenia komunikacyjnego. W okresie międzywojennym ulica Kujawska miała nawierzchnię brukowaną kamieniem polnym i nie posiadała chodników dla pieszych, zaś za posesją nr 117 należącą do Zgromadzenia Ducha Świętego, była wysypana tłuczniem kamiennym. Na północnym odcinku posiadała oświetlenie gazowe. Od ul. Marii Konopnickiej do ul. Karpackiej wzdłuż ul. Kujawskiej biegła równoległa ulica Sieradzka, położona w wąwozie, 3 m niżej.
Zarówno w okresie pruskim, jak i po 1920 r. ulicą Kujawską nazywano drogę od Zbożowego Rynku aż do granic miasta na styku z Puszczą Bydgoską. Po budowie w latach 80. XX w. dwujezdniowej arterii komunikacyjnej ul. Niziny, ulica Kujawska na odcinku od granic miasta do skrzyżowania z ul. Niziny stała się elementem trasy N-S przecinającej Bydgoszcz. W związku z tym przebudowano ją na dwujezdniową. W latach 80. ulicę gruntownie zmodernizowano, poszerzając ją do dwóch jezdni po 3 pasy każda na odcinku przebiegającym pomiędzy budującymi się osiedlami z wielkiej płyty: Wzgórzem Wolności i Szwederowem Południe. Zlikwidowano wówczas równoległą ulicę Sieradzką, zaś na jej miejscu zbudowano rondo Kujawskie z przejściami podziemnymi, których jednak nigdy nie użytkowano (mimo potencjalnych możliwości przekształcenia ich w schrony dla ludności), a po 20 marca 2019 przystąpiono do ich rozbiórki.
Po śmierci Jana Pawła II w 2005 r. Rada Miasta Bydgoszczy nadała jego imię alei Niziny i południowemu fragmentowi ulicy Kujawskiej, stanowiącemu przedłużenie tej arterii. W 2005 r. w związku z budową centrum handlowego Glinki dokonano przebudowy układu drogowego na styku ul. Kujawskiej i al. Jana Pawła II. Powstało dwupoziomowe skrzyżowanie oraz rondo Inowrocławskie.
15 listopada 2022 w pobliżu Ronda Kujawskiego oddano do użytku parking Park and Ride.

### Nazwy
Ulica w przekroju historycznym posiadała następujące nazwy:
- przed 1920 – Kujawierstraße
- 1920-1939 – Kujawska
- 1939–1945 – Kujawierstraße
- od 1945 – Kujawska

## Komunikacja

### Ruch tramwajowy
Do 2020 na ulicy Kujawskiej nie prowadzono ruchu tramwajowego, lecz od lat 80. XX w. istniały plany jego wprowadzenia na odcinku rondo Kujawskie – rondo Bernardyńskie, gdyż łącznik tramwajowy na ulicy znacznie polepszyłby efektywność bydgoskiej sieci tramwajowej. W 2006 r. opracowano projekt modernizacji ulicy na tym odcinku wraz z planem budowy torowiska tramwajowego. Projektu jednak nie zrealizowano. Przebudowę ulicy po raz kolejny zaplanowano w 2015 r. w związku z budową centrum handlowego Zielone Arkady. W 2017 podpisano umowę na dofinansowanie ze środków UE przebudowy tej ulicy (łącznie z budową torowiska, drugiej jezdni, przebudową dwóch rond oraz budową dróg rowerowych i parkingów), a w 2018 rozpisano przetarg na realizację inwestycji. Do przetargu początkowo zgłosiło się 10 podmiotów, oferty złożyły ostatecznie 3: konsorcjum stworzone przez firmę „Gotowski – Budownictwo Komunikacyjne i Przemysłowe Bydgoszcz”, Przedsiębiorstwo Budownictwa Drogowo-Inżynieryjnego Toruń oraz Tor-Krak Kraków (167,4 mln zł), którego oferta została ostatecznie wybrana; PBDIM Kobylarnia SA (171 mln zł) oraz Trakcja PRKiI (230 mln zł), przy założonej przez inwestora wartości kosztorysowej w wysokości 136,4 mln zł. Wszyscy wykonawcy zadeklarowali zakończenie budowy w ciągu dwóch lat od podpisania umowy i zaoferowali ośmioletnią gwarancję na wykonane prace. Umowa na realizację inwestycji została podpisana 29 listopada 2018. Po zrealizowaniu inwestycji, jesienią 2021 wzdłuż ulicy posadzono ponad 630 drzew (m.in. jesiony wyniosłe oraz kasztanowce zwyczajne) i co najmniej 6 tys. krzewów i bylin (tawuły japońskie, berberysy Thunberga, jałowce płożące, kosodrzewina, róże okrywowe, forsycje, hortensje): pomiędzy rondem Bernardyńskim a Kujawskim 100 klonów, lip srebrzystych, czeremch pospolitych i wirginijskich oraz wiśni piłkowanych, 100 drzew od ronda Kujawskiego do ul. Konopnickiej, a 80 platanów klonolistnych, klonów polnych i śliw wiśniowych na początku ul. Wojska Polskiego.
Ponadto na murach oporowych wykopu linii tramwajowej w listopadzie 2020 powstał najdłuższy w mieście mural o długości 440 metrów (2 ściany o długości 220 metrów i wysokości od 3 do 4 metrów) autorstwa Jana Kołodzieja i Krzysztofa Syrucia. Pierwszy przejazd tramwaju nową trasą w ramach prób technicznych odbył się 14 października 2020, a kolejny 20 listopada 2020.
W ramach prac ułożono 2424 m pojedynczego toru, w tym 1126 m na 563-metrowym odcinku ul. Kujawskiej; ponadto 634 m rozjazdów, 86 słupów trakcyjnych (w tym 50 przy torach otwartych 6 grudnia 2020). Tunel tramwajowy pod rondem otrzymał szerokość od 11 do 27 m.
Uruchomienie linii tramwajowej nastąpiło 6 grudnia 2020 (pierwotnie podawanym terminem był 15 listopada 2020, a następnie 5 grudnia). Układ drogowy oddano do użytku w późniejszym terminie; jako ostatnia oddana została do użytku przebudowana zachodnia jezdnia ul. Kujawskiej (16 kwietnia 2021), jednak prace wykończeniowe przeciągnęły się do 26 czerwca 2021.

### Obciążenie ruchem
Ulica Kujawska należy do mocno obciążonych ruchem drogowym arterii komunikacyjnych w Bydgoszczy. Pomiar ruchu w 2006 r. wykazał, że w szczycie komunikacyjnym przejeżdża przezeń ok. 1000 pojazdów na godzinę. W godzinach porannych i popołudniowych na ulicy często notuje się zatory pojazdów.
W 2022 ulicą przemieszczało się 20 tys. pojazdów na dobę.

## Zabudowa
Wzdłuż północnego odcinka ulicy Kujawskiej aż do potoku Niziny istniała na początku XX wieku zabudowa w postaci parterowych i piętrowych domów z ogrodami na tyłach posesji. Domy te w większości rozebrano w latach 80. XX w. podczas modernizacji ulicy. Pozostała jedynie pierzeja kamienic i domów po zachodniej stronie ulicy między rondem Bernardyńskim a Kujawskim. Wśród zabudowy wyróżnia się zabytkowa kamienica przy ul. Kujawskiej 4, wzniesiona w 1890 r. jako willa Kollwitzów według projektu Józefa Święcickiego, przebudowana w 1904 r., wpisana do rejestru zabytków, obecnie siedziba Wojewódzkiej Stacji Sanitarno-Epidemiologicznej. W 2017 przeprowadzono w niej renowację drewnianych elementów wnętrza (balustrad, schodów i herbu).
W 2016 r., w związku z planowaną budową linii tramwajowej, dokonano wyburzeń kolejnych obiektów (m.in. nr 18, 30, 40). W lutym 2019, w związku z przystąpieniem do budowy linii tramwajowej wzdłuż ulicy Kujawskiej, wyburzono budynki między rondem Kujawskim a stacją benzynową o numerach 53, 55, 57 i 61.
W ramach budowy linii tramwajowej w 2020 odtworzono schody, łączące do 2003 ulicę z promenadą na Wzgórzu Wolności.